# Titania-Palast

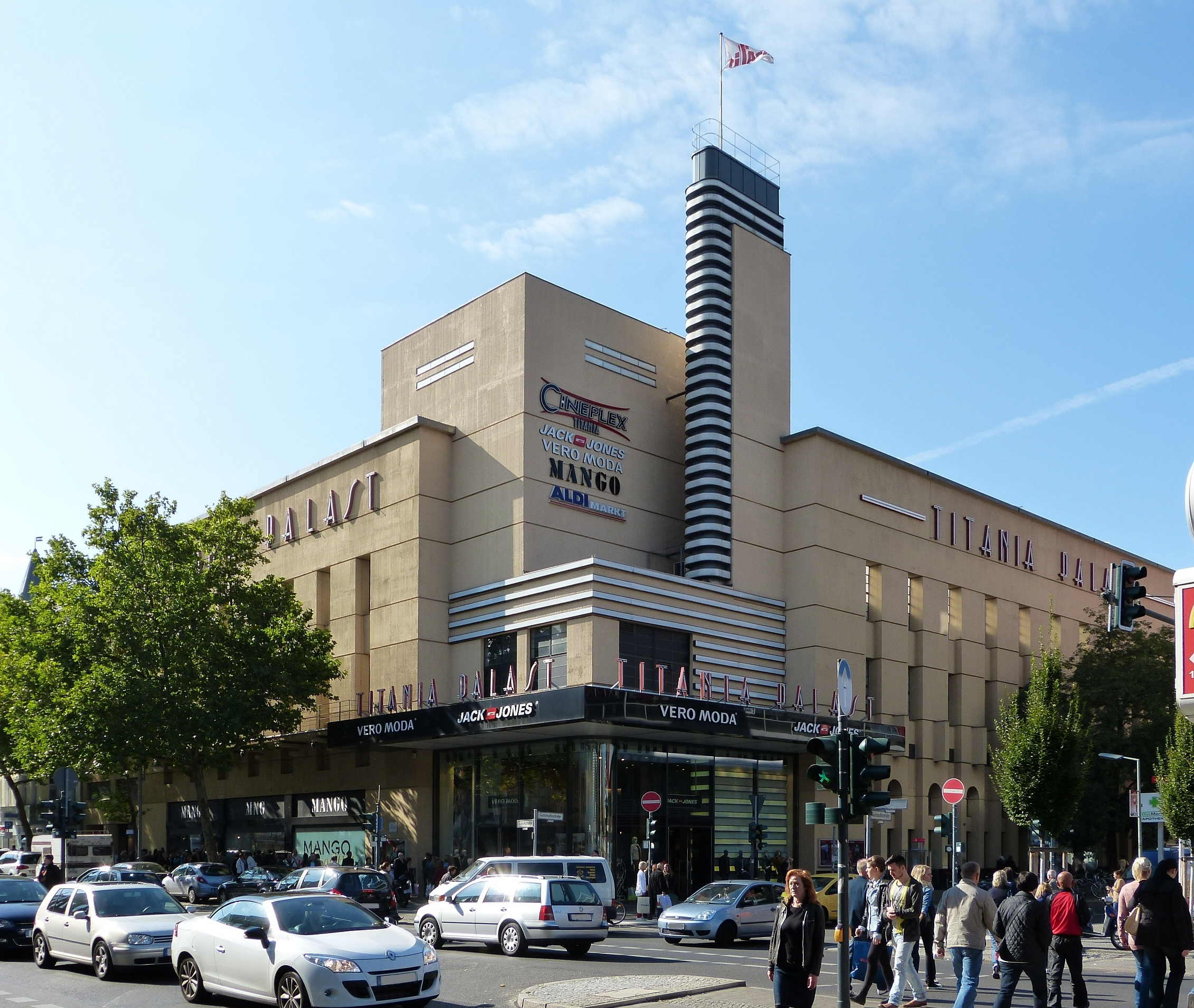
Titania-Palast – Ansicht von der Schloßstraße, 2012

Der Titania-Palast ist ein traditionsreiches Kino im Berliner Bezirk Steglitz-Zehlendorf, das vor dem Zweiten Weltkrieg und bis in die 1960er Jahre weit über die Grenzen Berlins hinaus bekannt war. Seit Ende der 1990er Jahre befindet sich in dem Gebäude neben mehreren Geschäften ein modernes Kino mit sieben Sälen unterschiedlicher Größe.

## Geschichte

### Eröffnungsfeier

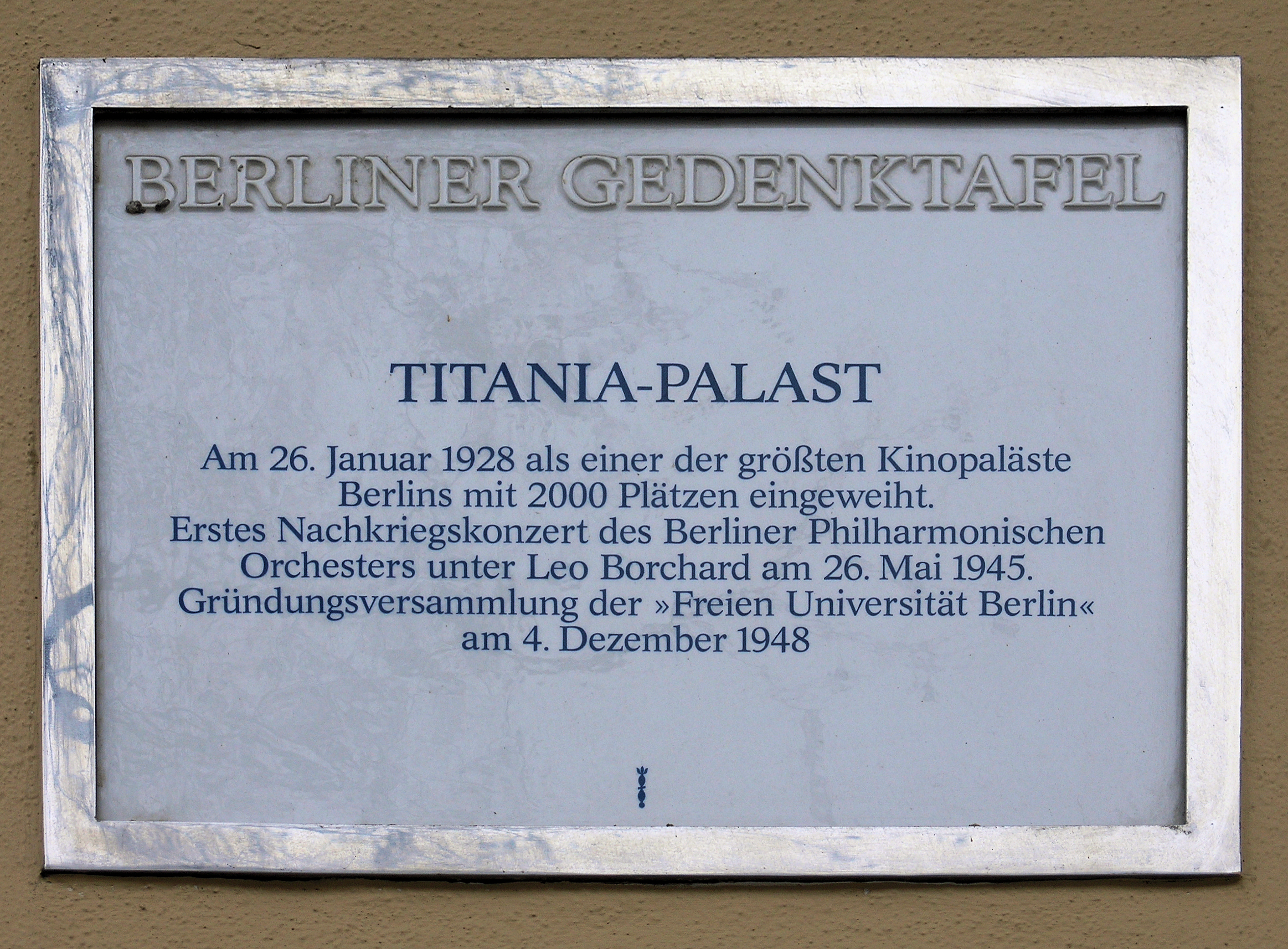
Berliner Gedenktafel am Haus Schloßstraße 4 in Berlin-Steglitz

Die Eröffnung des Titania-Palastes erfolgte am 26. Januar 1928 um 20:30 Uhr mit einer großen Festvorstellung. Als Luxuskino sollte der Titania-Palast Bedeutung für ganz Berlin haben. Die Eröffnungsfeier hatte selbst für Steglitz, das vormals größte Dorf Preußens, das 1920 Berliner Bezirk wurde, den Charakter einer Großveranstaltung. Von zahlreichen Schaulustigen umringt betraten die Stars des Eröffnungsfilms Der Sprung ins Glück, die Italienerin Carmen Boni und Hans Junkermann (ein beliebter Schauspieler der Stummfilmzeit und Einwohner von Steglitz) sowie Magda Sonja, Otto Gebühr und Hans Brausewetter das Gebäude über breite rote Teppiche.

### Architektur
Das im Stil der Neuen Sachlichkeit von den Architekten Schöffler, Schlönbach & Jacobi erbaute und an amerikanischen Vorbildern orientierte kubische, fast klotzige Gebäude auf dem 2700 m² großen Grundstück stellte mit seiner nahezu völlig schmucklosen Fassade zum Zeitpunkt der Erbauung eine Sensation dar, die auch vom damaligen Publikum und der Presse positiv aufgenommen wurde. Das Kino war zugleich als Konzertsaal sowie Theaterbühne eingerichtet. Auf der Ecke der beiden 16 Meter hohen Gebäudeflügel befand sich ein nach hinten versetzter, klotzartiger Turm von 24 Metern Höhe. Besonders auffällig war daneben der schlanke, 30 Meter hohe Beleuchtungsturm, auf dem sich noch eine sieben Meter hohe Fahnenstange befand. Mit seinen 27 Leuchtringen war er weithin sichtbar. Der Turm selbst erhob sich aus langen Lichtstreifen, die den Sockel quer umgaben. Diese Lichtarchitektur wurde mit dem Lichtingenieur Ernst Hölscher entwickelt, einem Assistenten des Elektro- und Lichttechnikers Joachim Teichmüller.
Als repräsentatives Großkino mit Bühne besaß es einen großen Saal von 1920 Plätzen. Zum Zeitpunkt der Eröffnung betrugen die Preise für Kinokarten 1–3 RM (entspricht heute etwa 4–13 Euro). Der repräsentative Eingang des Kinos befand sich damals an der Ecke Schloßstraße/Gutsmuthsstraße. Der Eingang führte zu einem großen – im Stil des Art déco ausgestalteten – Foyer, in dem es auch ein Café gab und das auch die Garderobe für 1700 Personen enthielt.

### Programm und Bedeutung
Mit seiner großzügigen, modernen Architektur und seinem vielfältigen Programmangebot zog der Titania-Palast in der Zeit vor dem Zweiten Weltkrieg viele Besucher an. Anfänglich wurden Stummfilme gezeigt, die von einem bis zu 60 Musikern starken Orchester begleitet und von einem Beiprogramm im Stil des Vaudeville-Theaters eingerahmt wurden. Bereits eineinhalb Jahre nach Eröffnung des Hauses waren es dann die aufkommenden Tonfilme, die die Besucher in ihren Bann zogen. Als erster Tonfilm wurde am 29. Oktober 1929 The Singing Fool gezeigt.
Das Filmprogramm des Titania-Palastes wurde bestimmt von Uraufführungen sowie vorwiegend leichten Unterhaltungsfilmen und Komödien aus dem Verleih der National-Film Gesellschaft. Da der Titania-Palast auch das Uraufführungskino der National-Film war, fanden hier auch die Interessentenvorführungen für die Kinobesitzer statt.
Wie beabsichtigt wurde das Haus auch als Bühne genutzt. Der große Saal wurde für verschiedene Kulturveranstaltungen genutzt. Neben den Sinfonie-Konzerten des Philharmonischen Orchesters, waren dies z. B. Kunstabende des Bezirksamts Steglitz oder eine Richard-Wagner-Gedächtnisfeier.
Die Mischung verschiedener Film- und Kulturangebote nach dem Vorbild amerikanischer Kinos in dem modernen Filmtheater kamen beim Publikum gut an, sodass die Kino-Ecke des Titania-Palastes von der Presse in Zirkulation, Verkehr und Zulauf mit dem Kinoleben des Berliner Innenstadtbereichs verglichen wurde.
Aufgrund seiner Größe von 60 Musikern konnte das Hausorchester im Spitzenbereich der Kinoorchester angesiedelt werden. In der Besetzung und Leitung des Orchesters gab es jedoch anfangs Probleme, sodass die Qualität des Orchesters zunächst bemängelt wurde.

### Nationalsozialismus
Ziel der nationalsozialistischen Kulturpolitik war eine möglichst umfassende Einbindung aller Kulturbereiche in ihre Propagandaaktivitäten. Die damalige Leitung des Titania-Palastes schwenkte schon früh auf die neue, nationalsozialistische Linie ein, sei es aus vorauseilendem Gehorsam, aus innerer Überzeugung oder schlicht aus wirtschaftlichen Gründen. Noch bevor Joseph Goebbels am 13. März 1933 Reichsminister für Volksaufklärung und Propaganda wurde, lief im Titania-Palast ab 9. März 1933 der „große nationale Film“ Morgenrot der Ufa. Am 10. Oktober 1933 kam der Propaganda-Film Hitlerjunge Quex auf das Programm. Am 31. Oktober 1933 folgte Der Weltkrieg wie er wirklich war!
Das Filmprogramm des Titania-Palastes war daher eine Mischung aus heiter-harmloser und scheinbar unpolitischer Unterhaltung, dumpfem Nationalismus und handfesten Propagandastreifen.
Im Jahr 1942 wurde der Titania-Palast zusammen mit einer Reihe anderer Kinos enteignet. Gemeinsam mit der Ufa, die bereits 1937 unter staatliche Kontrolle kam, wurde der gesamte Filmbereich vollständig zu einem Propaganda-Werkzeug der Nationalsozialisten. Da das Haus den Zweiten Weltkrieg nahezu unversehrt überstand, konnten bis zum Kriegsende Filme gezeigt werden.

### Nachkriegszeit
Nach dem Einzug der westlichen Alliierten im Juli 1945 gehörte Berlin-Steglitz zum amerikanischen Sektor. Berlin war zu 40 Prozent zerstört. Der Titania-Palast hatte jedoch nur geringfügige Bombenschäden davongetragen. Der Mangel an großen Sälen einerseits und die technische Ausstattung des Hauses auch als Bühne andererseits verhalfen dem Titania-Palast daher in den Nachkriegsjahren zu einem Aufstieg als kulturelles Zentrum von Berlin. Für drei Jahre beschlagnahmten dann die Amerikaner das Haus, gestatteten jedoch die Nutzung für ausgewählte Veranstaltungen. Danach wurde es wieder dauerhaft zur deutschen Nutzung freigegeben und eine Mischung aus Kinofilmen, Operetten, Konzerten und weiteren Sonderveranstaltungen bildete das Programm. Musicals, Kabarett, Filme, Hausfrauennachmittage und Unterhaltung für Kinder wechselten sich ab. Mit einer Show, die unter anderem von Großillusionen geprägt war, trat der bekannte Zauberkünstler Kalanag mit seiner Ehefrau und Assistentin Gloria de Vos auch im Titania-Palast auf. Viele Weltstars der 1950er Jahre waren im Titania-Palast zu Gast. Hank Williams, Louis Armstrong, Marlene Dietrich, Zarah Leander, Josephine Baker, Yehudi Menuhin und Maurice Chevalier waren die bekanntesten unter den zahlreichen Berühmtheiten.
Am 26. Mai 1945 konnten die Berliner Philharmoniker hier ihr erstes Konzert nach Kriegsende geben. Da die Alte Philharmonie Berlin zerstört war, bot das Luxuskino eine willkommene Ausweichstätte und wurde für lange Zeit ständiger Spielort des Berliner Philharmonischen Orchesters.
Auch der Sing-Akademie zu Berlin, der weltweit ältesten gemischten Chorvereinigung, 1791 gegründet, wurde der Titania-Palast nach der starken Beschädigung ihres Stammhauses am Festungsgraben in Berlin-Mitte 1943 vorübergehend zur Heimstätte.
Zwei Jahre nach Kriegsende, am 28. September 1947, gab der US-Geigenvirtuose Yehudi Menuhin im Titania-Palast ein Konzert.
Frühzeitig veranstaltete auch der RIAS im Titania-Palast Unterhaltungsabende, die im Radio übertragen wurden, so auch viele Auftritte der berühmten Kabarettgruppe Die Insulaner. Am 4. Dezember 1948 wurde im Titania-Palast die Freie Universität Berlin offiziell in einer feierlichen Veranstaltung eröffnet.
Am 18. April 1950 sprach Bundeskanzler Konrad Adenauer im Titania-Palast auf einer Kundgebung. Er forderte seine Zuhörer danach auf, die dritte Strophe des Deutschlandliedes zu singen, was als unerwünschte Einflussnahme auf die Entscheidung für die künftige deutsche Nationalhymne angesehen wurde. Am 26. Juni 1950 gründete sich hier der Kongress für kulturelle Freiheit (CCF).
Ein herausragendes – im vom Krieg zerstörten Berlin sinnstiftendes – Ereignis waren 1951 die ersten Internationalen Filmfestspiele in Berlin (Berlinale) unter der Leitung von Alfred Bauer. Sechs Jahre nach Kriegsende und zwei Jahre nach dem Start des Filmfestivals von Cannes ging die Berlinale auf eine kulturpolitische Initiative der amerikanischen Alliierten zurück. Sie sollte einen Impuls zum Wiederaufbau der technisch und kulturell destruierten deutschen Filmindustrie geben. Diese Berlinale feierte am 6. Juni 1951 im Titania-Palast die Premiere. Als Eröffnungsfilm wurde Alfred Hitchcocks Rebecca präsentiert, Stargast war die amerikanische Schauspielerin Joan Fontaine. Eine deutsche Jury verlieh den ersten Goldenen Bären an vier Filme. Nach 1951 fanden erst im Rahmen der Berlinale 2022 fanden wieder einzelne Vorführungen im Titania statt, so auch die Abschlussveranstaltung am 20. Februar 2022.
Das Haus wurde 1953 mit Cinemascope ausgerüstet.
Dieser beispiellosen Blüte folgte mit fortschreitendem Wiederaufbau Berlins, der Fertigstellung der Deutschen Oper, der Philharmonie, der Freien Volksbühne und vieler neuer Kinos ein ebenso rasanter wirtschaftlicher Niedergang. Aufgrund des Mauerbaus und der Entwicklung des Fernsehens im Laufe der 1960er Jahre waren die Besucherzahlen wie in anderen Kinos auch zunehmend rückläufig. Im Dezember 1965 wurde der letzte Film gezeigt und einen Monat später die letzte Operette gespielt. 1966 entging der Titania-Palast nur knapp dem Abriss. Dies verhinderte der Berliner Energieversorger Bewag, indem er einen Teil des Gebäudes pachtete. Der große Saal des Titania-Palastes wurde an Einzelhandelsgeschäfte vermietet. Weitere Gebäudeteile wurden von 1972 bis 1994 als Probebühne genutzt.
Mit der Renaissance des Kinos entstand Mitte der 1990er Jahre ein neues Nutzungskonzept. Das Gebäude wurde hierzu vollständig entkernt und umgebaut. Mit der Schließung der Probebühne begann der Bau der neuen Kinosäle, und am 24. Mai 1995 wurden nach knapp drei Jahrzehnten erstmals im Gebäude wieder Filme gezeigt. Besonders der für die zukünftige wirtschaftliche Nutzung erforderliche Einbau mehrerer Zwischendecken veränderte jedoch unwiederbringlich den Charakter des Hauses mit seinem beeindruckenden großen Kinosaal. Die alte Pracht war für immer verloren.

## Nutzung seit 1995

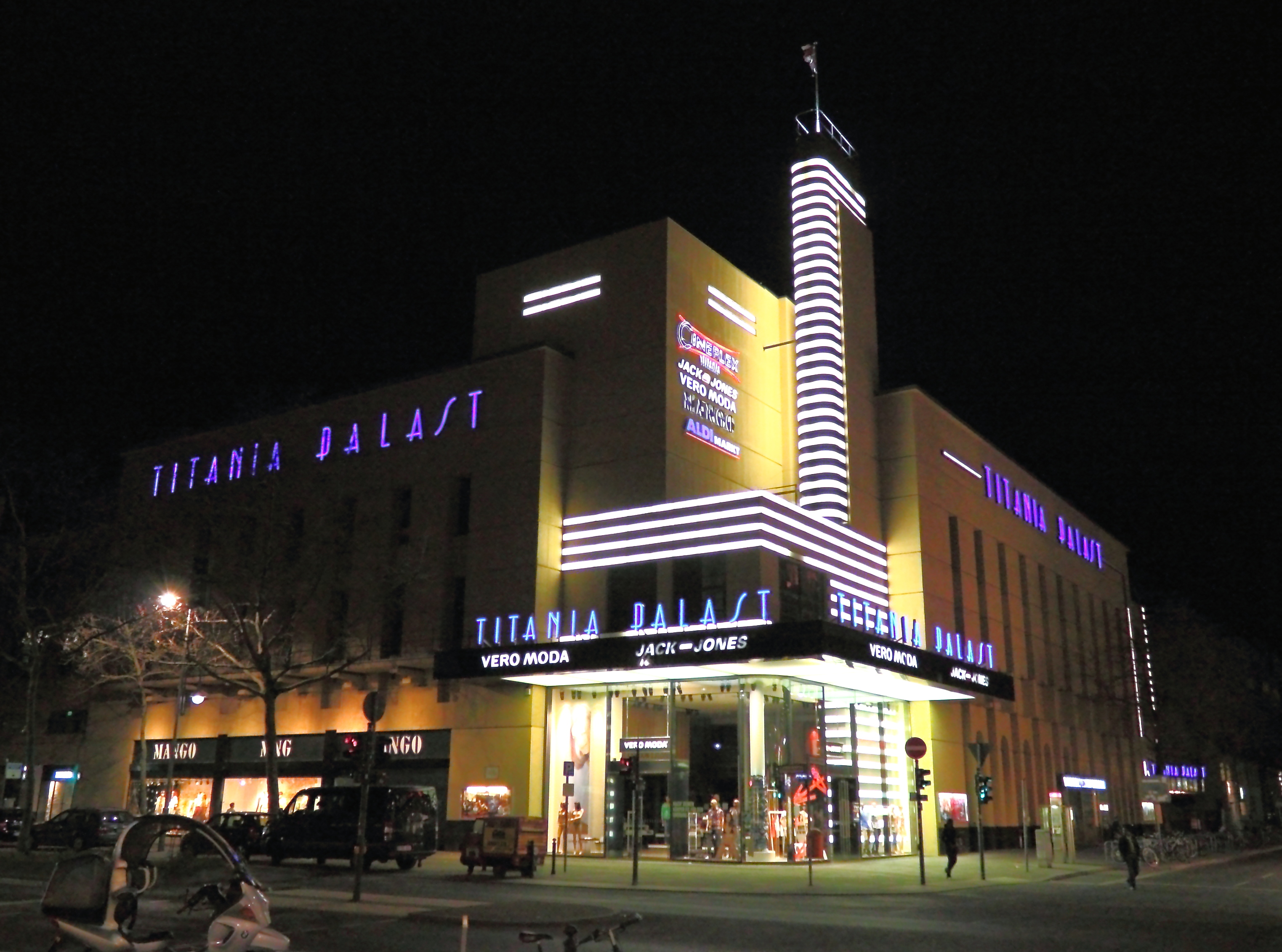
Titania-Palast bei Nacht, mit 1995 rekonstruierter Lichtarchitektur von Ernst Hölscher

Der Titania-Palast diente nun nicht mehr nur als Geschäftshaus, sondern auch als Kino, wenn auch in komplett neuen Räumen auf einer der neuen Zwischendecken. Der Name lebt weiter, und auch die Fassade erinnert noch an die Vergangenheit des einst berühmten Hauses an der Schloßstraße.
Der Eingang des Kinos Cineplex Titania liegt nicht mehr direkt an der Schloßstraße, sondern an der Seite des Gebäudes in der Gutsmuthsstraße 27/28, gegenüber dem Einkaufszentrum Forum Steglitz. Die Kinoschrift an der Hauswand und ein großer Pfeil weisen den Weg. Der heutige Titania-Palast hat mit dem historischen Lichtspieltheater nur noch den Namen und den Ort gemein. Äußerlich blieben allerdings viele architektonische Merkmale des ursprünglichen Gebäudes erhalten. Das Haus besitzt sieben Vorführsäle mit insgesamt etwa 1100 Plätzen und steht unter Denkmalschutz.